# En passant slaan
En passant slaan (Frans voor in het voorbijgaan, terloops) is een bijzondere zet in het schaakspel. Het is een zet die bij beginnende schakers niet zeer bekend is.
Bij en passant slaan zijn uitsluitend pionnen betrokken: alleen een pion kan en passant slaan en alleen een pion kan en passant geslagen worden.

## Uitleg
Een pion (a) mag in de uitgangsstelling twee velden vooruit. Als hij daarbij naast een pion van de tegenstander (b) komt te staan, dan mag die pion (b) hem slaan alsof a slechts één veld vooruit was gezet. Alleen een pion die net een dubbele stap heeft gemaakt kan en passant geslagen worden en dat kan alleen  bij de zet direct daarna. Doet de tegenstander eerst een andere zet, dan kan hij de pion niet meer en passant slaan. 
Een gevoelsmatige rechtvaardiging voor het bestaan van deze regel is dat een pion anders een vijandelijke pion zou kunnen passeren, zonder dat deze in de gelegenheid is geweest hem te slaan.
En passant slaan is de enige slagzet in het schaakspel waarbij het stuk dat slaat niet op het veld van het geslagen stuk terechtkomt.

## Voorbeeld
De stelling in het diagram ontstond na 1. e4 Pc6 2. Lc4 Pf6 3. e5 d5. De zwarte pion is van d7 twee velden vooruit gegaan en is naast de witte komen te staan. Wit mag nu op de vierde zet de zwarte pion en passant slaan. Wit haalt de zwarte pion op d5 van het bord en speelt zijn eigen pion van e5 naar d6, alsof de zwarte pion op d6 stond. 

## Notatie
In de notatie noemt men het veld waar de pion uiteindelijk komt, niet het veld waar de vijandelijke pion stond. Voor de duidelijkheid schrijft men er veelal “e.p." of "ep" achter.  In het voorbeeld hierboven schrijft men 4. e×d6 e.p. of 4. e5×d6 e.p. Kortweg ep is ook goed, als dat op maar een manier kan.

## Volgorde
Bij een normale slagzet is het onvermijdelijk dat men eerst het vijandelijke stuk van het bord neemt en pas daarna het eigen stuk op het vrijgekomen veld zet. Bij en passant slaan is dat niet het geval. De pionnen kunnen in een willekeurige volgorde verplaatst worden, maar elke beweging is definitief, conform de pièce touchée-regel. Verplaatst de witspeler in het voorbeeld hierboven de pion van e5 naar d6 dan moet hij de zet voltooien door de zwarte pion te verwijderen. Raakt hij de zwarte pion aan, dan moet hij de pion slaan, maar dat kan in het voorbeeld ook nog met de loper, en dat is niet en passant.

## Probleemschaak
Bij probleemschaak geldt de afspraak dat en passant slaan als sleutelzet niet toegestaan is, tenzij aantoonbaar is dat de laatste zet van de tegenstander een dubbele stap met een pion was.